# Lužany (Jičíni járás)
Lužany település Csehországban, a Jičíni járásban. Lužany Choteč, Kovač, Úbislavice, Úlibice, Kacákova Lhota, Nová Paka, Dřevěnice és Konecchlumí településekkel határos. Lakosainak száma 618 fő (2024. január 1.).

## Népesség
A település lakosságának változását az alábbi diagram mutatja:
| Lakosok száma | 1264 | 1140 | 844  | 641  | 502  | 537  | 596  | 585  | 590  | 618  |
|               | 1869 | 1890 | 1921 | 1950 | 1980 | 2001 | 2017 | 2019 | 2022 | 2024 |